# Karl Kuhn (Politiker)
Karl Kuhn (* 14. Februar 1898 in Kreuznach; † 18. Oktober 1986 ebenda) war ein deutscher Politiker der SPD.
Karl Kuhn war Lehrer. Von 1919 bis 1933 war er an Volksschulen im Regierungsbezirk Köln eingesetzt. Von 1926 bis 1929 studierte er Sozialpädagogik und Sozialwissenschaften. Nach der Machtübernahme durch die Nationalsozialisten wurde er 1933 aus dem öffentlichen Dienst entlassen und vorübergehend in „Schutzhaft“ genommen. Von 1938 bis 1945 war er im Großhandel tätig. Ab 1945 arbeitete er im Ernährungsamt des Landkreises Kreuznach.
Karl Kuhn trat 1922 in die SPD ein. 1929 wurde er Kreistagsabgeordneter im Siegkreis. 1946 wurde er Mitglied der Beratenden Landesversammlung, die die Landesverfassung für Rheinland-Pfalz entwarf. Nach deren Annahme in einer Volksabstimmung war Karl Kuhn von 1947 bis 1967 Mitglied des Landtags Rheinland-Pfalz. Er gehörte 1948/49 dem Parlamentarischen Rat an. 1949 wurde er erster Beigeordneter in Bad Kreuznach.
Sein Nachlass befindet sich im Landeshauptarchiv Koblenz und im Archiv der sozialen Demokratie der Friedrich-Ebert-Stiftung.

## Ehrungen und Auszeichnungen
- 1963: Großes Verdienstkreuz der Bundesrepublik Deutschland
- 1982: Verdienstorden des Landes Rheinland-Pfalz